# Гварнері

Генеалогія Гварнері та інших родин майстрів із Кремони.

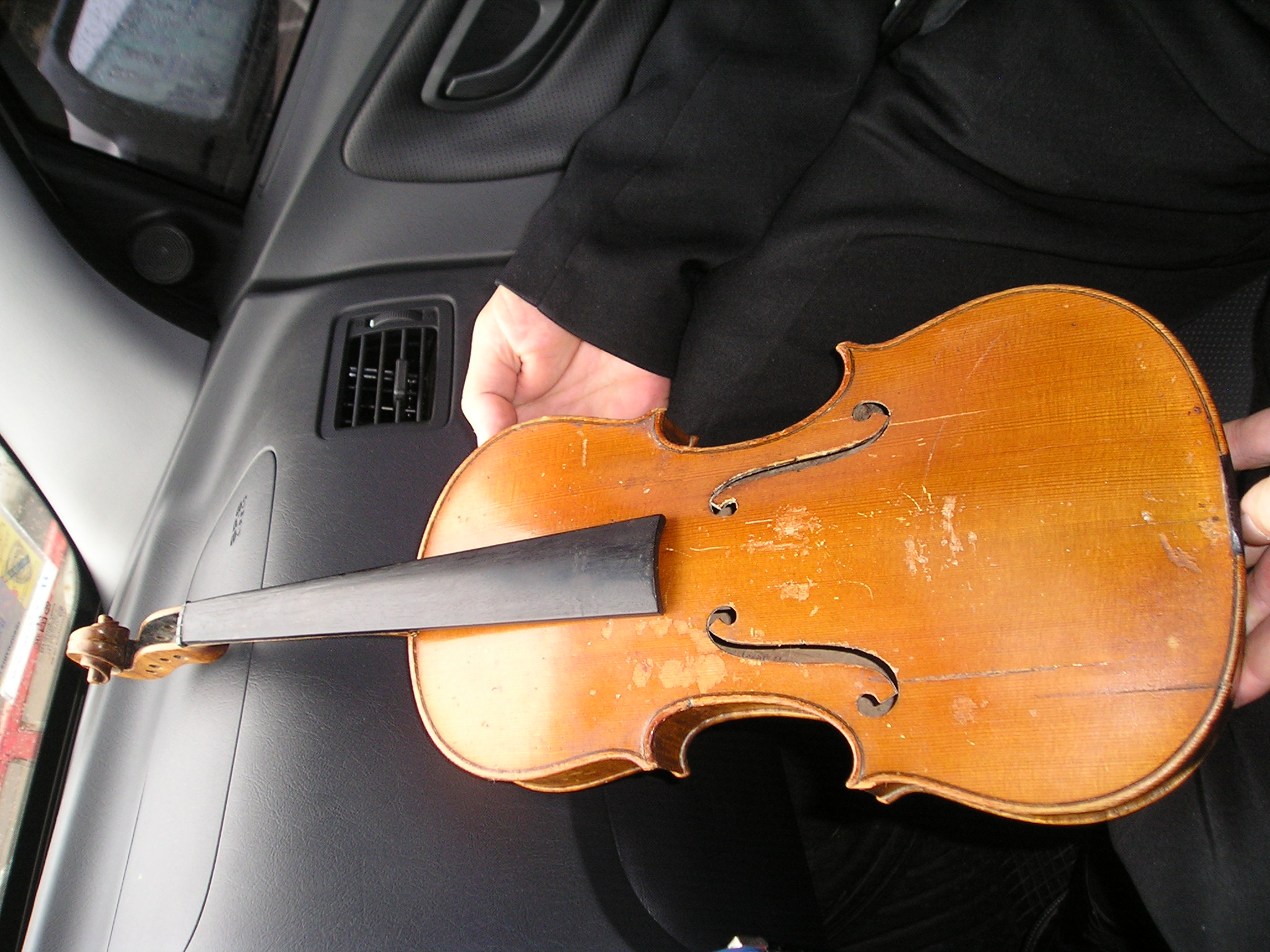
Скрипка ймовірно роботи Джузеппе (Йосифа) Гварнері.

Гварне́рі (лат. Guarnerius, італ. Guarneri) — одна із трьох (поруч зі Страдіварі та Аматі) найвідоміших родин італійських майстрів струнних інструментів XVII—XVIII ст. із міста Кремони.
Витвори трьох поколінь представників родини Гварнері на сучасних антикварних аукціонах є одними з найдорожчих і купуються за мільйони доларів. Об'єкти контрабанди та фальсифікації

## Представники

### Перше покоління
- Андреа Гварнері (*1626, Кремона — †7 грудня 1698, там же) — родоначальник родини. Був учнем Ніколо Аматі.

### Друге покоління
- П'єтро Джованні Гварнері (відомий ще як Pietro da Mantova, *18 лютого 1655, Кремона — †26 березня 1720, Мантуя) — старший син Андреа Гварнері, можливо, також учень Ніколо Аматі.
- Джузеппе Джованні Баттіста Гварнері (відомий ще як filius Andreae, *25 листопада 1666, Кремона — †1739 або 1740, там же) — молодший син Андреа Гварнері. Спершу комбінував форму моделей батька та Ніколо Аматі. Пізніше наслідував манеру свого сина Джузеппе Гварнері «дель Джезу». Використовував жовтий лак з коричневим (іноді — рубіново-червоним) відтінком.

### Третє покоління
- П'єтро Гварнері (відомий ще як Pietro da Venezia, *14 квітня 1695 — †7 квітня 1762).
- Бартоломео Джузеппе Антоніо Гварнері (на прізвисько «дель Джезу», *21 серпня 1698, Кремона — †17 жовтня 1744, там же) — молодший син Джузеппе Гварнері. Найвидатніший представник родини, прозваний за свій талант «дель Джезу» (з італійської «Ісус»). На його інструментах грало багато видатних скрипалів — зокрема Паганіні.